# Shelby Mustang
La Shelby Mustang, versione modificata dalla Ford Mustang, è una vettura sportiva prodotta durante gli anni sessanta da Carroll Shelby e dalla sua Shelby-American. Con il succedersi dei modelli della vettura base, anche la Shelby è stata realizzata in differenti serie. Questo progetto è stato voluto dalla Casa e in alcuni casi le Shelby sono state prodotte direttamente all'interno degli stabilimenti Ford. Due sono state le principali versioni realizzate: la GT350 e la GT500.

## La prima serie di Shelby

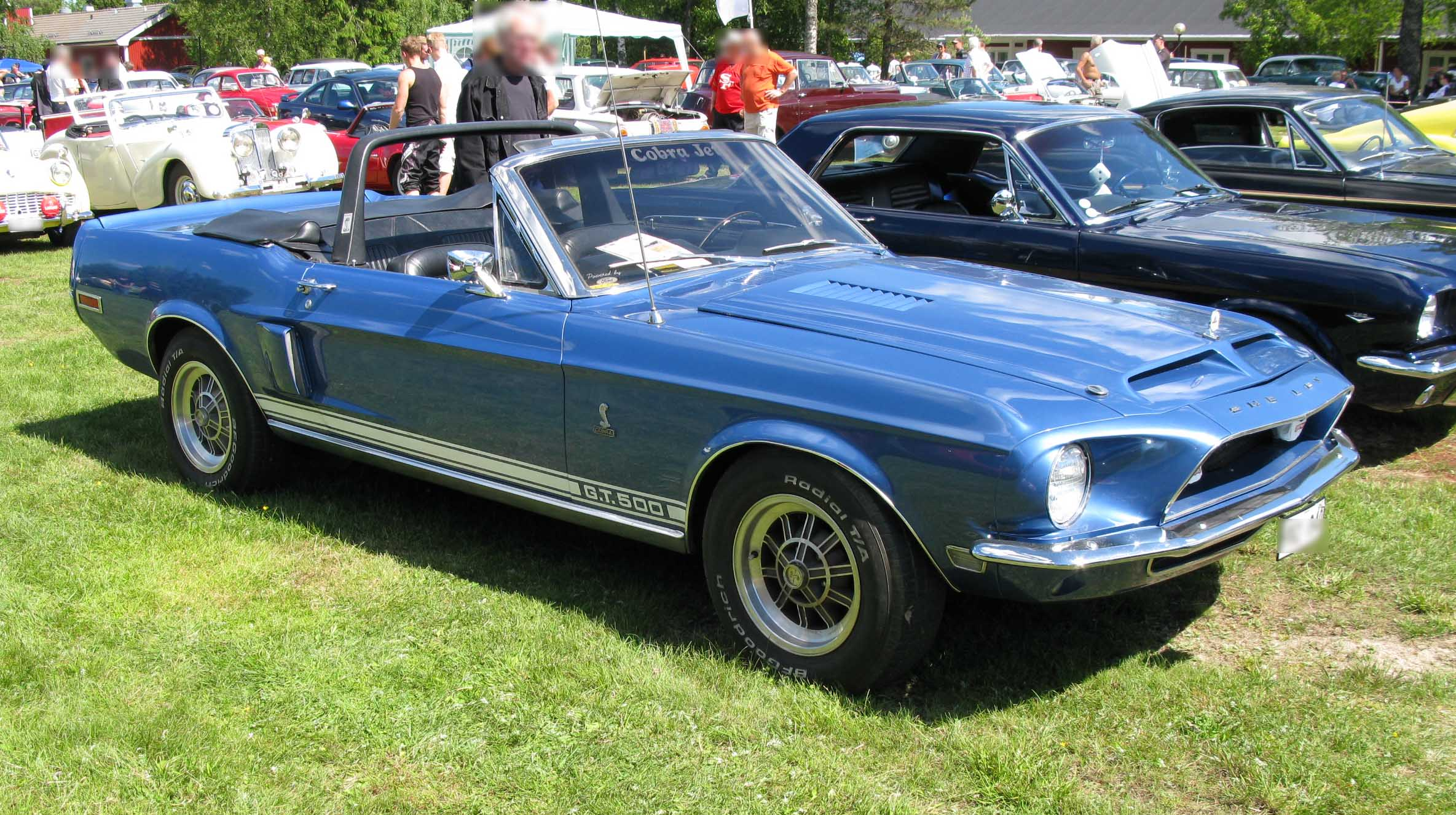
Una Shelby GT500 Convertible del 1968

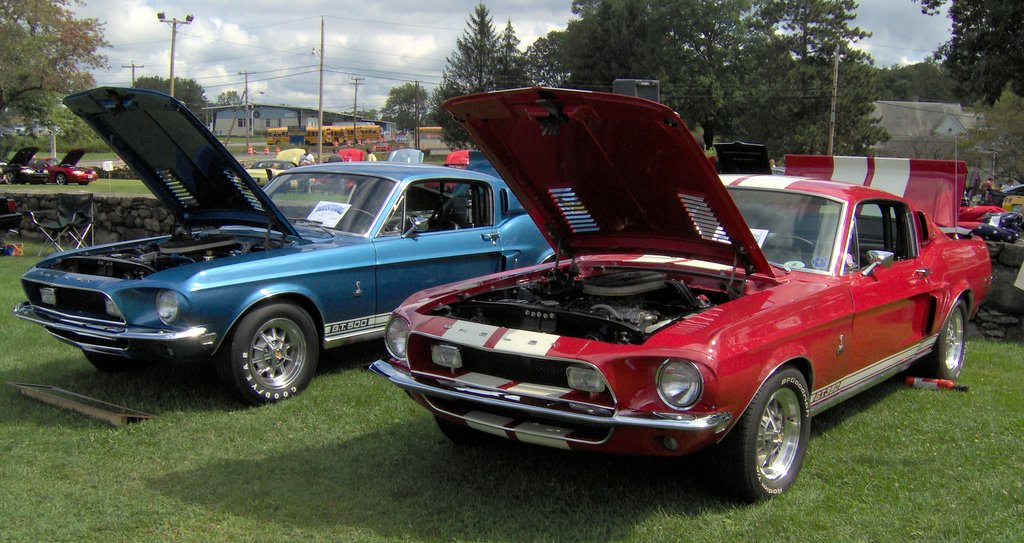
Due Shelby Mustang

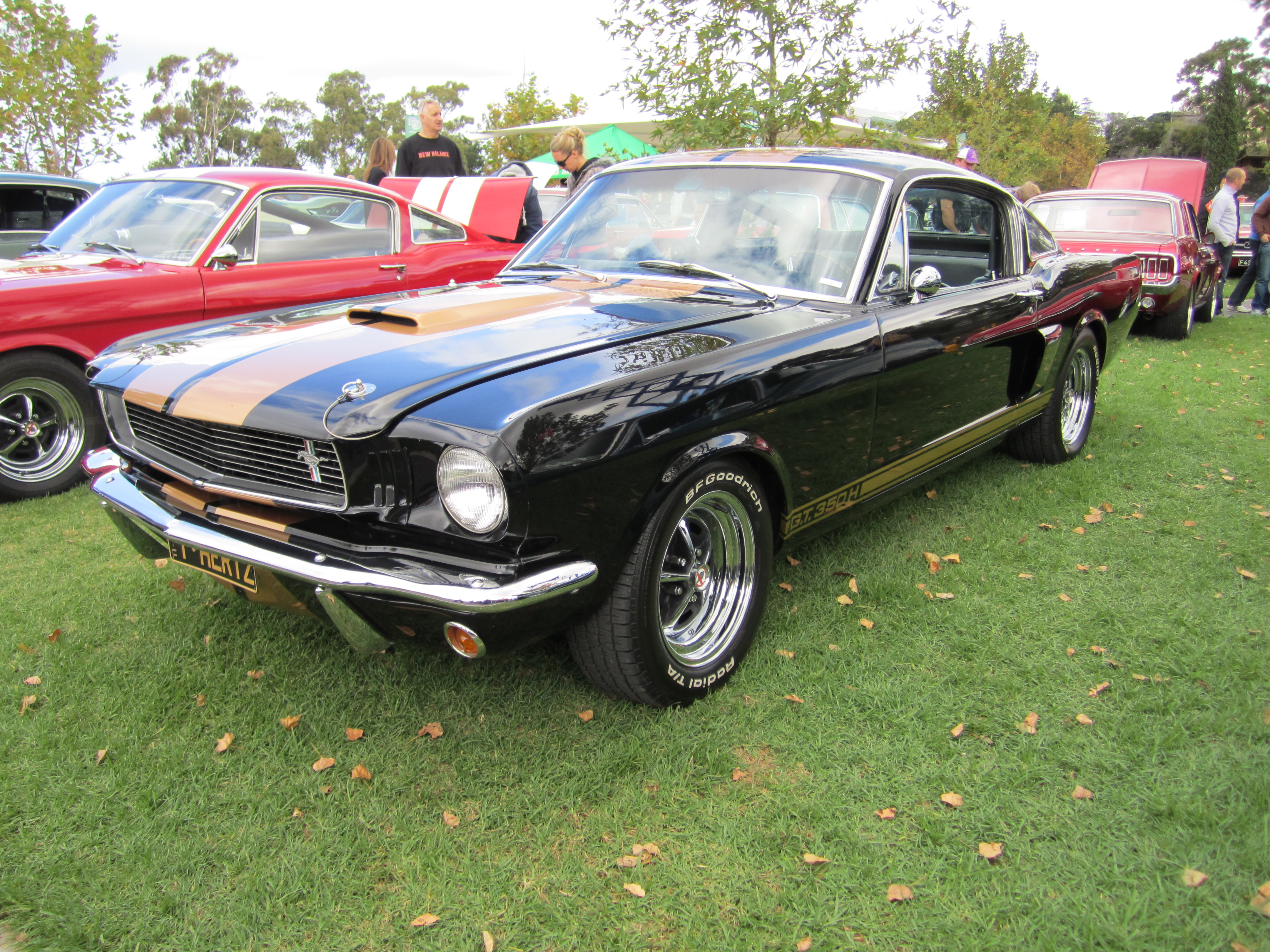
Una Shelby Mustang GT350H

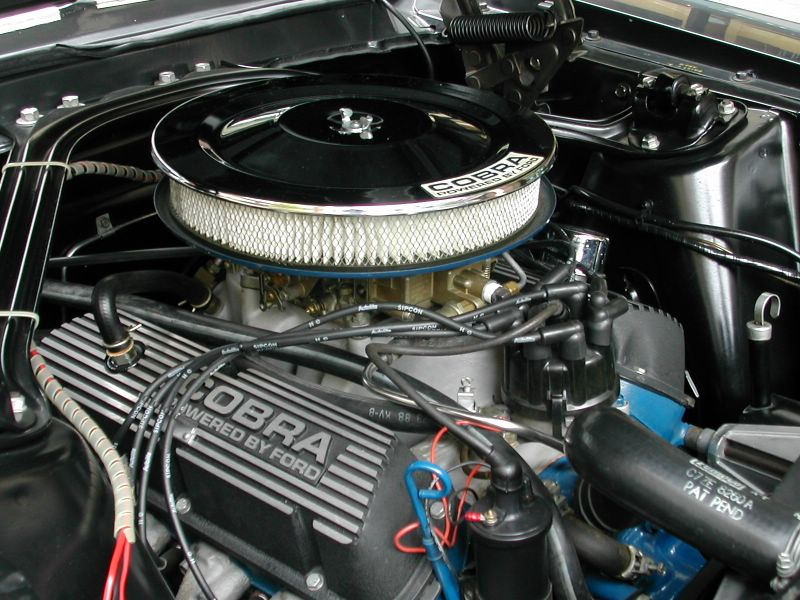
Particolare del motore della Shelby

### 1965
La prima serie delle Shelby, la GT350, è stata realizzata nel 1965. Unico colore disponibile durante quell'anno era il bianco (Wimbledon White). Come optional era disponibile un kit di strisce Le Mans blu (Ford Guardsman blue) che, collocate al centro del corpo vettura, andavano dal muso fino alla coda. Erano anche presenti strisce laterali recanti la sigla GT350, sempre in blu, che identificava la vettura.
Il motore di questa auto era una versione modificata del Windsor K-code da 4.7 L (289 in3) V8. Le modifiche principali apportate al propulsore erano speciali coprivalvole Cobra, diversa presa d'aria, tre collettori a Y e carburatori Holley. La potenza passava dai 271 hp (202 kW) del motore standard ai 306 hp (228 kW) di questa versione. Sui modelli 1965 il motore era verniciato in nero.

### 1966
Il modello 1966 differiva dal precedente per la gamma dei colori disponibili e per gli allestimenti. Per quanto riguarda i colori oltre al bianco erano stati introdotti il rosso, il verde, blu, e nero. Le strisce Le Mans, come nel modello precedente, continuarono ad essere disponibili su richiesta. Nella parte posteriore della vettura erano stati montati degli air scoop (prese d'aria) speciali su entrambi i lati. Il sedile posteriore ripiegabile era ora montato di serie. Il motore restava sempre il 4,7 L ma sulle vetture 1966 era verniciato in blu.
Shelby raggiunse un accordo con la ditta di noleggio auto Hertz per la produzione di una linea speciale della GT 350 che venne designata GT350H. Furono 1.000 gli esemplari prodotti. Di questi 800 erano in nero mentre vennero realizzati 50 esemplari per ognuno degli altri colori disponibili (bianco, blu, rosso e verde). Solo le vetture in nero erano dotate delle strisce Le Mans, che su questo modello erano in colore bianco. Sulle altre erano presenti solo le strisce laterali. Queste vetture, che furono poste in vendita dalla Hertz alla fine del periodo di noleggio, sono molto rare e ricercate tanto che alcuni esemplari hanno raggiunto un valore di circa 120.000 dollari.

### 1967
Nel 1967 venne presentato il nuovo modello di Mustang e su questo nuovo modello venne basata la Shelby modello 1967. L'innovazione principale della gamma fu l'introduzione, a fianco della GT350, della nuova GT500. Questa vettura montava il motore da 7 L (427inch3) Big-block V8 FE Police Interceptor.
Per quanto riguarda le modifiche introdotte alle Shelby 1967 queste riguardavano il gruppo luci posteriori che era quello della Mercury Cougar ma senza cromatura, uno spoiler e prese d'aria su entrambi i lati. Inoltre questa fu la prima vettura a montare di serie un roll-bar, una protezione in tubi saldati interna all'abitacolo.

### 1968
Nel 1968 la produzione delle Shelby venne spostata dall'impianto di Carroll Shelby presso il Los Angeles International Airport allo stabilimento Ford di Iona, Michigan.

### 1969–1970
Nell'estate del 1969 si concluse l'accordo di Shelby con la Ford. In questo periodo sia la GT350 che la GT500 vennero sottoposte ad un'ampia rivisitazione. Adesso la progettazione e il design della vettura erano curate principalmente dalla Ford mentre Shelby aveva ridotto il suo impegno. La produzione delle Shelby si concluse con il model year 1970 che nei fatti era una rivisitazione del precedente modello 1969.

## La rinascita

### 2006
Nel 2006 la Ford ha reintrodotto nella sua gamma la Shelby Mustang presentandola al New York International Auto Show tenutosi nell'aprile dello stesso anno. La nuova vettura, denominata GT-H, è disponibile solamente presso la Hertz. Come per la precedente GT350H anche l'auto del 2006 è in nero con strisce in oro. La potenza del motore è stata leggermente rivista rispetto al modello standard della Mustang ed è di 325 hp (242 kW). Altre caratteristiche della GT-H sono la trasmissione automatica a cinque velocità e l'adozione di un pacchetto di componenti realizzati dalla Ford Racing che comprende tra le altre cose una presa d'aria di 90 mm, terminali e impianto di scarico. Ne sono stati prodotti 500 esemplari per celebrare il 40º anniversario del modello.

### 2007

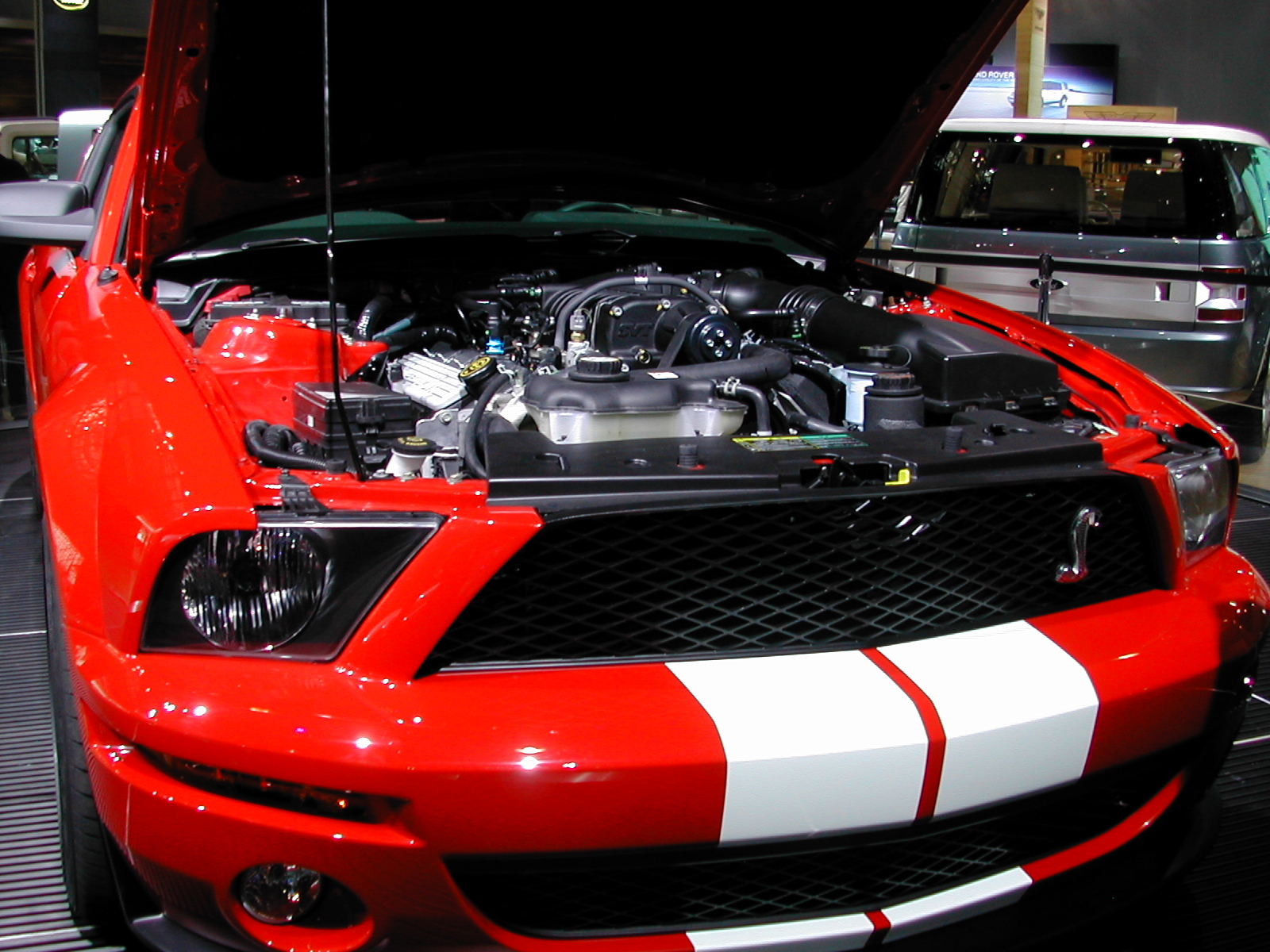
La Shelby Mustang del 2007

L'unione Shelby-Ford ritorna, nel 2007, a proporre una nuova vettura: la Shelby Cobra GT500. Presentata al New York Internationale Auto Show del 2005 la nuova GT500 è dotata del motore da 5,4 L modulare sovralimentato (329 in3). La potenza disponibile è di 500 hp (373 kW), una potenza superiore a quella delle altre Mustang, mentre la trasmissione è una Tremec a sei marce. Sia la carrozzeria che le sospensioni sono riviste e sono montate ruote da 18 pollici
Il diritto ad acquistare la prima nuova GT500 è stato messo all'asta il 21 gennaio 2006 presso il Barrett-Jackson Collector Car Auction di Scottsdale, Arizona e battuto alla cifra di 648.000 dollari. Questo denaro è stato devoluto alla fondazione a favore dei bambini creata da Carroll Shelby.

### 2008
Nel 2008 la Shelby ha presentato una versione convertibile potenziata della Ford Mustang GT. Tali vetture, che sono tutte derivate dalle GT di serie, sono state assemblate nella sede della Shelby di Las Vegas.
Esteticamente, le nuove GT convertibili, tutte verniciate in un Blu Vista con bande da gara color argento, presentano una presa d'aria sul cofano derivata da quella impiegata sulla AC Cobra. Lateralmente sono presenti altre prese d'aria poco prima dei passaruota posteriori. È stato inoltre installato un doppio terminale di scarico.
Meccanicamente, è stato inserito un propulsore V8 da 4,6 litri che eroga 319 CV, il quale viene gestito da un cambio manuale a 5 marce Hurst. Inoltre sono stati aggiunti nuovi ammortizzatori, barre anti-rollio e cerchi da 18' ad alte prestazioni P235/50ZR18 BF Goodrich GForce.
Ogni vettura è fornita di una piastra di certificazione dell'autenticità sia sul cruscotto che sotto il cofano.

## Altri modelli

### Shelby GT-H
Nel 2006 è stata presentata la GT-H. Questa vettura doveva essere un omaggio alla Mustang prodotta per la Hertz, la GT350-H, quaranta anni prima. La GT-H era basata sulla Shelby GT e dotata di uno stile esclusivo. Questa vettura verrà in seguito utilizzata come base per la nuova Shelby GT presentata nel 2007.

### Shelby GT500KR

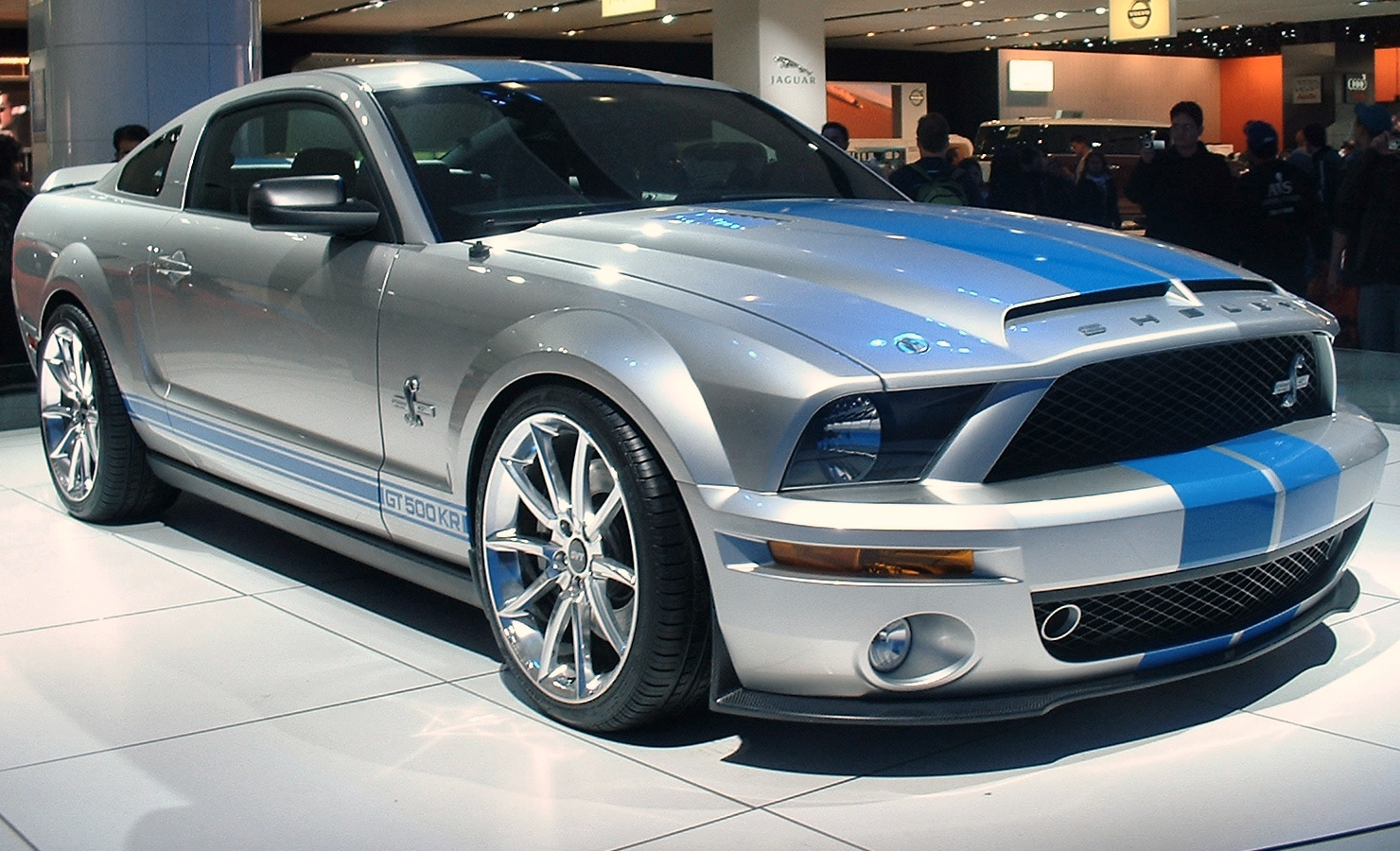
La Shelby GT500KR

Nel 1968 la Ford propose una nuova versione speciale della Shelby Mustang che venne chiamata GT500KR dove le lettere KR indicavano il termine King of the Road (Re della strada). Il motore utilizzato era il 428 ci (7,0 L) Cobra Jet, presentato nello stesso anno.
Agli inizi del 2007 la Shelby ha annunciato che avrebbe realizzato una nuova GT500KR. La vettura era basata sulla Mustang S-197 e dovrebbe essere prodotta come Model Year 2008. La vettura sarà disponibile solo attraverso la Shelby e questo allestimento sarà disponibile per tutte le GT500 che sono state realizzate a partire dalla S-197.
La peculiarità di questa vettura strizza l'occhio anche alla cinematografia. È infatti la protagonista indiscussa di Knight Rider, revival di Supercar, la famosa serie televisiva messa in onda negli anni ottanta, in cui le gesta di KITT, una Pontiac Firebird Trans Am parlante, la facevano da padrone.

### Shelby CS6/CS8
La Shelby, insieme alla Paxton, ha realizzato una nuova versione della Mustang dotata di motore V6:la CS6. Le principali modifiche apportate comprendono l'adozione della sovralimentazione che porta la potenza del motore a 350 hp (261 kW), cerchi da 20 pollici con impresso il marchio Shelby, stemma Cobra su i fianchi della vettura e sul bagagliaio. Le sospensioni della CS6 sono state abbassate di 2 pollici (5,1 cm) e sono stati montati freni a disco da 355 mm (14 pollici) sulle quattro ruote. La CS6 è stata dotata anche di un frontale più aggressivo e di uno scarico doppio. La Shelby ha anche creato la CS8. In questo caso la vettura è motorizzata con il V8 da 4,6 L (245 ci). Sia la CS6 sia la CS8 vengono prodotte e vendute direttamente dalla Shelby.

### Shelby Super Snake
A settembre 2009 la Ford annuncia che il suo reparto di ricerca e sviluppo sta lavorando ad una Mustang denominata Shelby Super Snake. Il prototipo, da 725 CV, è in colore blu scuro, e monta un cofano anteriore con un'estesa presa d'aria. La presentazione ufficiale avviene al Salone dell'automobile di New York tenutosi dal 21 aprile al 1º maggio 2011.
Esteticamente la Shelby Super Snake 2012 mantiene lo stile tipico della Ford Mustag Shelby GT500 ma con qualche modifica che ne accentua l'indole aggressiva: prese d'aria maggiorate, imponente bombatura sul cofano per ospitare la sovralimentazione, ruote da 20 pollici, strisce adesive bianche e blu.
Dal punto di vista meccanico il motore è un V8 da 5.4 litri e produce una potenza complessiva di circa 800 cavalli scaricati a terra attraverso un cambio manuale a sei rapporti.

### Shelby 1000
Utilizzando come base una Ford Shelby GT500 è stata realizzata la Shelby Mustang 1000. La vettura è equipaggiata con un propulsore Ford 5.4 V8 da 900 cv ed è stata migliorata con numerose appendici aerodinamiche.